# Liste der Bodendenkmale in Schönefeld
Die Liste der Bodendenkmale in Schönefeld enthält alle Bodendenkmale der brandenburgischen Gemeinde Schönefeld und ihrer Ortsteile. Grundlage ist die Veröffentlichung der Landesdenkmalliste mit dem Stand vom 31. Dezember 2020. Die Baudenkmale sind in der Liste der Baudenkmale in Schönefeld aufgeführt.
|    | Gemarkung           | Flur    | Kurzansprache | Bodendenkmalnummer | Bemerkung | Bild |
| -- | ------------------- | ------- | --- | ------------------ | --------- | ---- |
| 1  | Großziethen (Lage)  | 5       | Rast- und Werkplatz Steinzeit | 12095              |           |      |
| 2  | Großziethen (Lage)  | 6       | Gräberfeld Eisenzeit | 12096              |           |      |
| 3  | Großziethen (Lage)  | 5       | Grab Neolithikum, Kirche deutsches Mittelalter, Dorfkern deutsches Mittelalter, Dorfkern Neuzeit, Friedhof deutsches Mittelalter, Kirche Neuzeit, Friedhof Neuzeit, Siedlung Bronzezeit, Siedlung Eisenzeit | 12097              |           |      |
| 4  | Großziethen (Lage)  | 5       | Siedlung römische Kaiserzeit, Siedlung Eisenzeit, Siedlung Bronzezeit | 12098              |           |      |
| 5  | Großziethen (Lage)  | 1, 5, 7 | Siedlung Bronzezeit, Siedlung Neolithikum, Siedlung Eisenzeit, Siedlung römische Kaiserzeit | 12100              |           |      |
| 6  | Großziethen (Lage)  | 6       | Siedlung Bronzezeit, Siedlung Urgeschichte | 12101              |           |      |
| 7  | Großziethen (Lage)  | 5       | Siedlung Bronzezeit, Siedlung slawisches Mittelalter, Siedlung Urgeschichte | 12102              |           |      |
| 8  | Großziethen (Lage)  | 5       | Siedlung Bronzezeit | 12103              |           |      |
| 9  | Großziethen (Lage)  | 7       | Dorfkern Neuzeit, Dorfkern deutsches Mittelalter, Siedlung Urgeschichte | 12105              |           |      |
| 10 | Rotberg (Lage)      | 1, 5    | Siedlung Bronzezeit, Kirche deutsches Mittelalter, Friedhof deutsches Mittelalter, Kirche Neuzeit, Dorfkern deutsches Mittelalter, Friedhof Neuzeit, Dorfkern Neuzeit                                       | 12104              |           |      |
| 11 | Rotberg (Lage)      | 1       | Siedlung Bronzezeit, Siedlung slawisches Mittelalter | 12611              |           |      |
| 12 | Schönefeld (Lage)   | 1, 2, 3 | Dorfkern Neuzeit, Dorfkern deutsches Mittelalter, Kirche Neuzeit, Friedhof deutsches Mittelalter, Friedhof Neuzeit, Kirche deutsches Mittelalter                                                            | 12608              |           |      |
| 13 | Selchow (Lage)      | 5       | Siedlung Steinzeit, Siedlung Urgeschichte | 130104             |           |      |
| 14 | Selchow (Lage)      | 5       | Siedlung Ur- und Frühgeschichte | 130261             |           |      |
| 15 | Waltersdorf (Lage)  | 1, 2    | Siedlung slawisches Mittelalter, Siedlung Urgeschichte, Dorfkern Neuzeit, Dorfkern deutsches Mittelalter, Friedhof Neuzeit, Kirche deutsches Mittelalter, Kirche Neuzeit, Friedhof deutsches Mittelalter    | 12488              |           |      |
| 16 | Waßmannsdorf (Lage) | 1, 2, 3 | Siedlung römische Kaiserzeit, Dorfkern deutsches Mittelalter, Dorfkern Neuzeit, Kirche Neuzeit, Kirche deutsches Mittelalter, Friedhof deutsches Mittelalter, Friedhof Neuzeit                              | 13033              |           |      |